# Nuriye

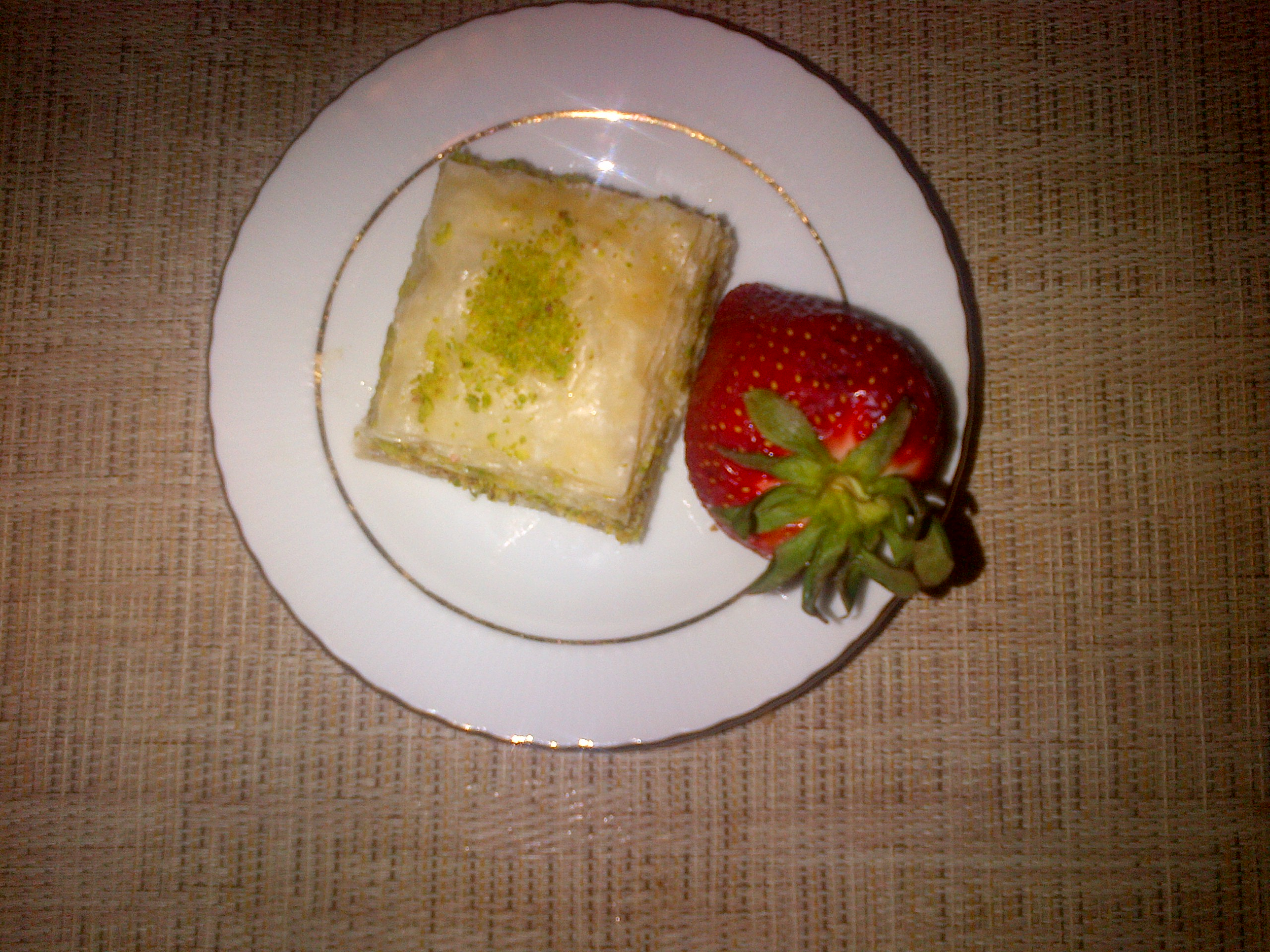
Un tros de nuriye tatlısı acompanyat per una fraula.

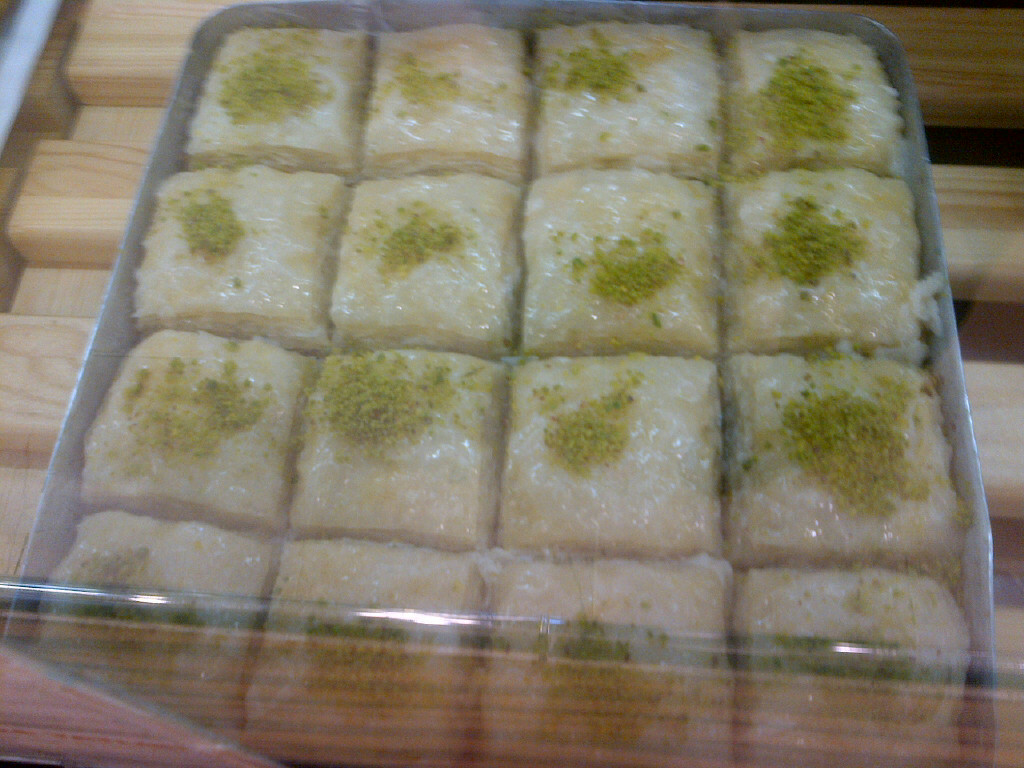
Una safata de dolç nuriye en una fleca d'Ankara.

Nuriye tatlısı (dolç de Nuriye) o Sütlü Nuriye (Nuriye amb llet) són unes postres de la cuina turca molt similars a la baklava. La diferència bàsica és que el Nuriye es cobreix d'un xarop amb llet i té una aparença brillant, il·luminada. Com que té més llet que el xarop, és més lleuger que la baklava i els altres dolços turcs de massa amb xarop.